# Kenneth Hansen

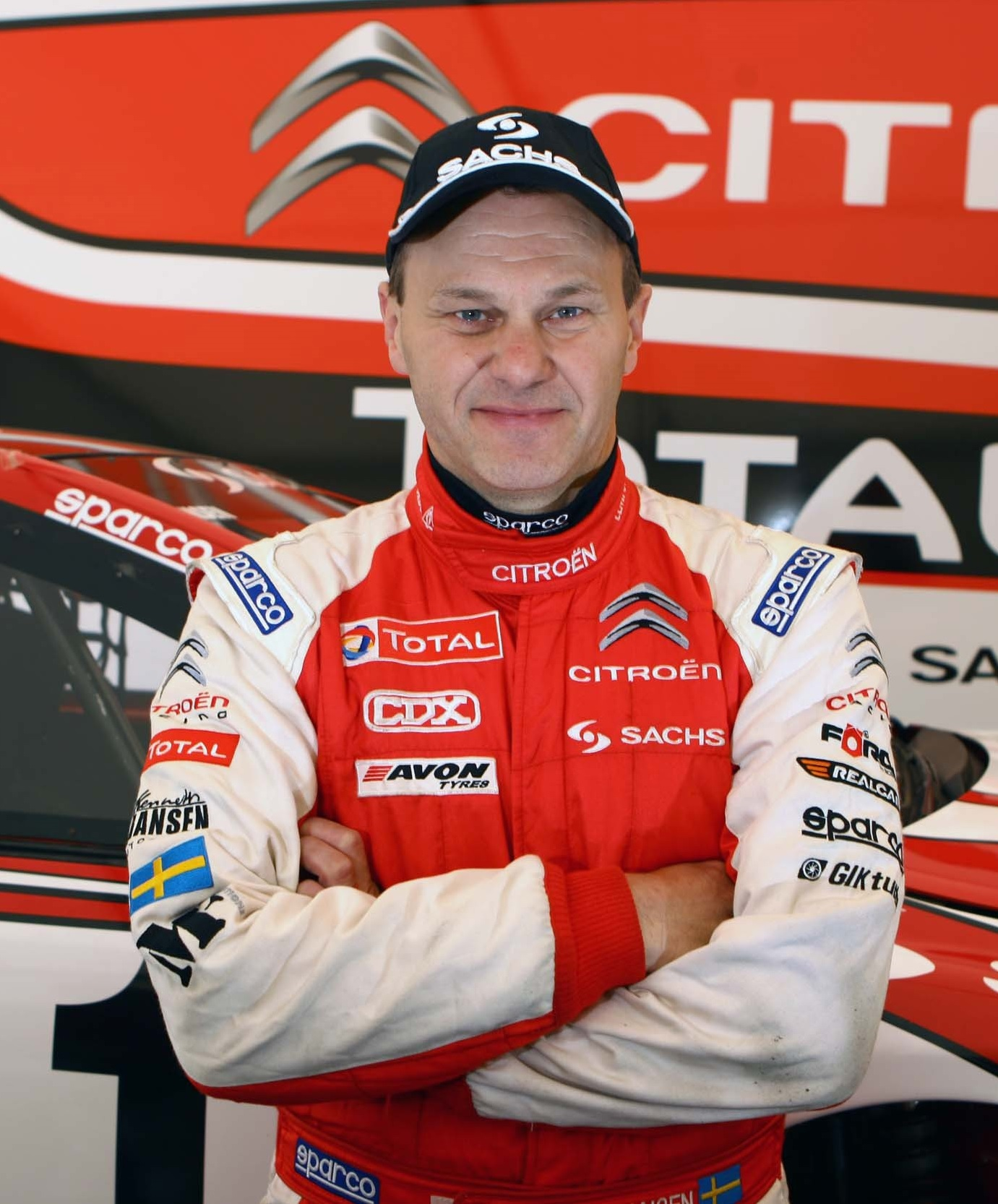
Kenneth Hansen, 2009

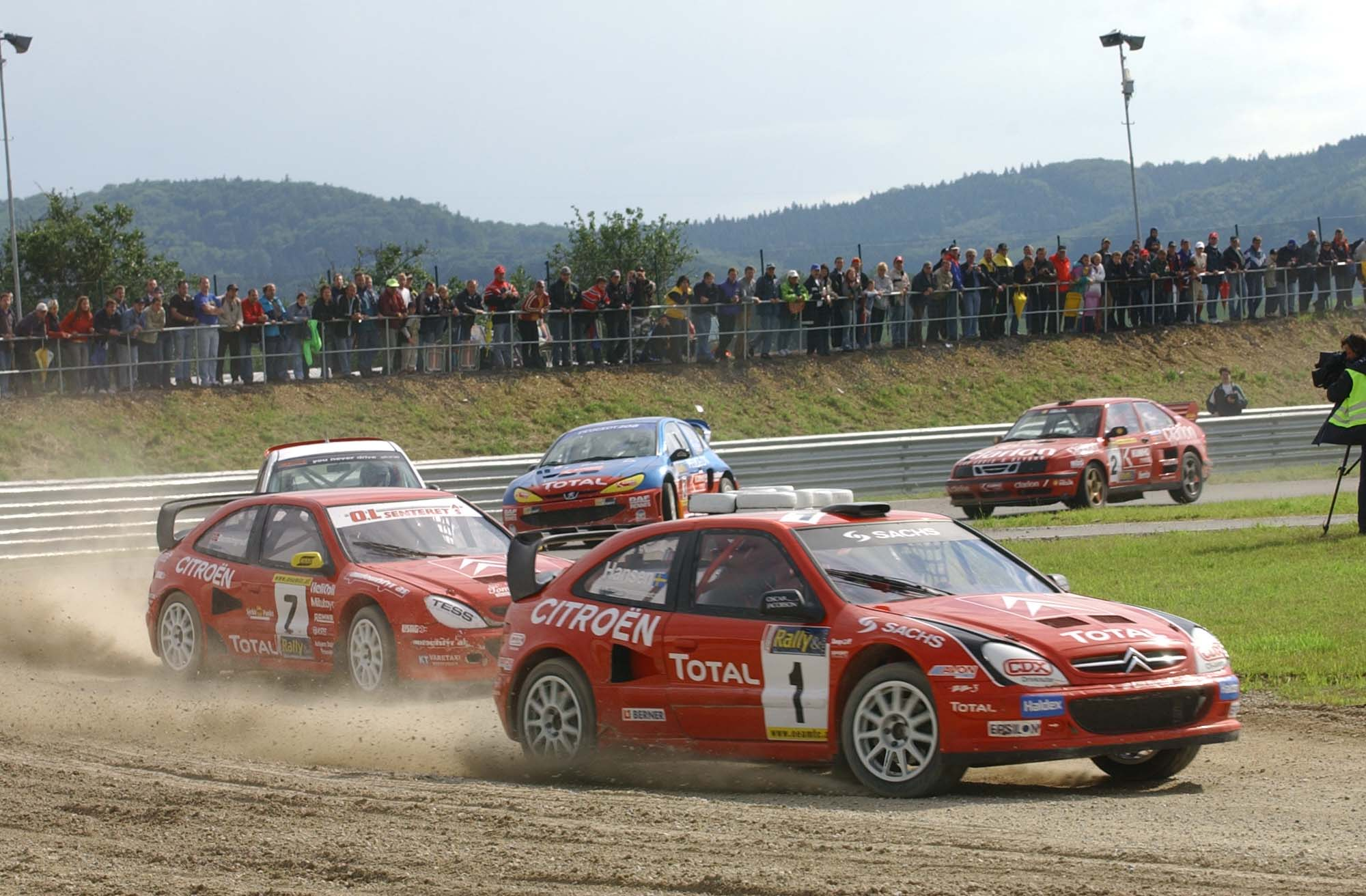
Hansen und sein 520+ PS starker Citroën Xsara T16 4x4 beim EM-Lauf 2004 in Melk (A)

Kenneth Hansen (* 29. September 1960), wohnhaft in Kinne-Vedum, ist ein schwedischer Autosportler und 14-facher FIA Rallycross-Europameister. Seit Mai 2006 fährt Hansen mit einem werksunterstützten Citroën C4 Rallycross-Rennen, nachdem er zuvor acht Jahre lang mit einem Citroën Xsara nationale und internationale RX-Wettbewerbe bestritten hatte.

## Motorsport
Der Schwede Kenneth Hansen ist der bis dato erfolgreichste Rallycross-Fahrer der Motorsport-Geschichte. Von 1989 bis einschließlich 2008 sammelte er auf Fahrzeugen der Marken Ford und Citroën 14 EM-Titel. In den Jahren 1993, 1995, 1997, 1999, 2006 und 2007 konnte Hansen „nur“ Vize-Europameister werden. Darüber hinaus erkämpfte er sich zwischen 1986 und 2002 insgesamt 10 schwedische Rallycross-Meistertitel. Auf Grund dieser zumindest für den Rallycross-Sport beispiellosen Erfolgsbilanz trägt Hansen heute in der Szene den Spitznamen „His Kennyness“, nachdem seinem langjährigen Erzrivalen, dem Norweger Martin Schanche bereits Anfang der 1980er der Ehrentitel „Mister Rallycross“ zugesprochen wurde.
Kenny Hansen begann seine Rennsportkarriere 1976 im Kartsport, wechselte 1981 zum Folkrace (einer schwedischen Rallycross-Disziplin für Fahrer mit kleinem Geldbeutel) und landete 1983 schließlich beim Rallycross. Hier sammelte er erste Erfahrungen mit Autos der Marke Volvo; mit einem Volvo 240 Turbo gab er 1987 auch seinen Einstand in der FIA Rallycross-Europameisterschaft für Fahrer, deren wichtigster Protagonist er heutzutage ist.

## Familie
Hansen ist seit Mitte der 1990er mit Susann Hansen (geb. Bergvall) verheiratet und ihre beiden gemeinsamen Söhne heißen Timmy und Kevin. Während Susann schon bald nach dem Gewinn des ERA 1400 Cup 1994 (einer damals noch nicht von der FIA anerkannten Rallycross-Europameisterschaftsserie für Nachwuchsfahrer) ihre Karriere beendete, ist Timmy nach diversen Erfolgen im Kartsport (Schwedischer Kartmeister 2008) mittlerweile zu einem vielversprechenden Formelsport-Talent herangereift. Seit 2009 fährt der Schwede im deutschen Team Mücke Motorsport in der Formel-BMW-Europaserie. Kevin hingegen ist inzwischen als Kartfahrer international erfolgreich.

## Publikationen
- Morgan Björk/Kenneth Hansen: Kenneth Hansen – Från Amatör Till Proffs (Årets Bilsport, 1996); ISBN 91-88540-84-7
- Morgan Björk/Kenneth Hansen: Kenneth Hansen – Från Amatör Till Proffs, völlig überarbeitete 2. Auflage in neuem Format, (Sport Förlaget, 2002); ISBN 9188541-39-8